# Latotutulioplitis latotutuli
Latotutulioplitis latotutuli es una especie de arácnido del orden Mesostigmata de la familia Oplitidae.

## Distribución geográfica
Se encuentra en Camerún.